# Slunj
Slunj es una ciudad de Croacia en el condado de Karlovac.

## Geografía
Se encuentra a una altitud de 267 m s. n. m. a 104 km de la capital nacional, Zagreb.

## Demografía
En el censo 2011, el total de población de la ciudad fue de 5 019 habitantes, distribuidos en las siguientes localidades:
- Arapovac -  4
- Bandino Selo - 6
- Blagaj - 29
- Bukovac Perjasički - 3
- Crno Vrelo - 6
- Cvijanović Brdo - 2
- Cvitović - 278
- Čamerovac - 54
- Donja Glina - 28
- Donja Visočka - 9
- Donje Primišlje - 37
- Donje Taborište - 201
- Donji Cerovac - 129
- Donji Furjan - 60
- Donji Kremen - 44
- Donji Lađevac - 46
- Donji Nikšić - 192
- Donji Poloj - 10
- Donji Popovac - 17
- Dubrave - 21
- Glinsko Vrelo - 44
- Gornja Glina - 144
- Gornja Visočka - 16
- Gornje Primišlje - 12
- Gornje Taborište - 227
- Gornji Cerovac - 94
- Gornji Furjan - 86
- Gornji Kremen - 65
- Gornji Lađevac - 53
- Gornji Nikšić - 47
- Gornji Popovac - 174
- Jame - 28
- Klanac Perjasički  - 6
- Kosa - 15
- Kosijer Selo - 5
- Kutanja - 2
- Kuzma Perjasička - 12
- Lađevačko Selište - 11
- Lapovac - 36 - 140
- Mali Vuković - 125
- Marindolsko Brdo - 59
- Miljevac - 10
- Mjesto Primišlje - 49
- Novo Selo - 67
- Pavlovac - 35
- Podmelnica - 161
- Polje - 29
- Rabinja - 0
- Salopek Luke - 17
- Sastavak - 14
- Slunj - 1 653
- Slunjčica - 5
- Snos - 8
- Sparednjak - 3
- Stojmerić - 3
- Šlivnjak - 17
- Točak - 70
- Tržić Primišljanski - 20
- Veljun - 114
- Veljunska Glina - 16
- Veljunski Ponorac - 12
- Videkić Selo - 20
- Zapoljak - 8
- Zečev Varoš - 23

| Gráfica de población de Slunj 1857-2011                                                     |
|                                                                                             |
| Según los censos de población de la oficina estadística de Croacia. Solamente la localidad. |